# Kälteanomalie in Europa 2018
Die Kältewelle in Europa 2018  war ein Kälteeinbruch während des Spätwinters 2017/2018, der beginnend in der vorletzten Februarwoche in weiten Teilen Europas und angrenzenden Räumen für abnorm tiefe Temperaturen und starke Schneefälle sorgte. Das Ereignis kostete über 80 Menschenleben.

## Meteorologie

### Synopse
Ursache des Ereignisses war ein kräftiges Hochdruckgebiet über Nordeuropa. Auf seiner Südflanke strömte von Osten her sehr kalte und mit Ausnahme des Nordens auch sehr trockene Arktikluft nach Europa. Ihre Entstehung wurde wahrscheinlich aufgrund des Abschmelzens der Polkappen verstärkt.
Grund für diese Wetterlage war die Aufspaltung des Polarwirbels in zwei Kerne infolge einer plötzlichen Stratosphärenerwärmung über dem Pol.  Das führte zu einem extremen Auspendeln des Jetstreams und der Ersetzung des Islandtiefs durch ein Hoch (Hartmut), während anstelle des Azorenhochs kräftige Tiefs, insbesondere Ulrike/Emma, traten. Höhentiefs bildeten sich im zentralen bis östlichen Mittelmeerraum.
Mit Verlagerung der polaren Luftmassen ab Mitte Februar nach Süden herrschte schon ab dem 25. Februar in Nordskandinavien extreme Kälte. So maß man in der Nacht auf den 28. in Folldal in Østerdalen (Norwegen) −42,0 °C,  in Dravagen (Schweden) −36,1 °C.
Insgesamt verzeichnete man in Norwegen zwischen 25. Februar und 1. März an 21 Messstellen neue Kälterekorde, teils 47 Jahre alte.
Die Temperaturen erreichten auch schon am 27. Februar bis −28 °C in den höheren Alpentälern der Schweiz.
Dabei lagen in Europa gebietsweise die Temperaturen niedriger als im Polarraum. So meldete zu der Zeit, als in Europa strenger Frost herrschte, Kap Morris Jesup an der Nordspitze Grönlands mehrfach knapp Plusgrade. Auf Island und Spitzbergen gab es mit +8 °C Temperaturen wie an der Mittelmeerküste Afrikas.
In den frühen Morgenstunden des 1. März 2018 war Østerdalen in Norwegen überhaupt der kälteste Ort weltweit.
Im Laufe des späten Februar bildete sich aus den verlagerten polaren Luftmassen ein riesiges antizyklonisches System aus, das von der Barentssee bis Ostsibirien reichte, und über Europa entstand mit einem flachen Tiefdruckgebiet des östlichen Mittelmeers eine High-over-Low-Lage. Das Skandinavienhoch Hartmut entwickelte sich zu einem antizyklonischen Sturmsystem, dessen Windband am Südrand in den letzten Februartagen über das nördliche Zentraleuropa und die Britischen Inseln bis in den zentralen Nordatlantik vorstieß. Ein Kaltlufttrog schob sich zum Alpenraum vor.
Diese massive Ostwindzone wurde in der englischen Presse Beast from the East (‚Bestie aus dem Osten‘) genannt. Unter der Bezeichnung wurde dieses Detailereignis auch europaweit bekannt.
Schneefälle gab es in dieser ersten Phase zum einen im Ostseeraum und westlich der Nordsee durch den Lake Effect. Der Raum Lübeck meldete 25 cm Neuschnee (Bad Schwartau-Groß Parin). Die Schneefälle reichten bis Schottland und Südengland. Im Alpenraum, Mittelmeer- und Schwarzmeerraum kam es zu starkem Schneefall aufgrund des Zusammentreffens der nordöstlichen Kaltströmungen mit feuchteren südlichen Luftmassen. Dieser Starkschneefall konzentrierte sich im Raum der Adria und reichte bis in die Pyrenäen, an die Côte d’Azur und nach Korsika, bis an die Küsten Algeriens und Tunesien sowie nach Süditalien (Bari, im Bergland der Marken bis 60 cm Neuschnee; sonst Schneeregen und Gewitter) und bis Westgriechenland wie auch die Donau- und Walachische Tiefebene. Delnice in Kroatien meldete eine Rekordschneelage von 1,8 m. An der oberen Adria trat Bora in Orkanstärke auf (Krk 150 km/h).
Der Jetstream verlagerte sich abnorm weit nach Süden bis über die Azoren, Nordafrika und Arabien.
Vor Neufundland bildete sich schon am 25. Februar ein Tief, das von der FU Berlin dann Ulrike, von den westeuropäischen Wetterdiensten Emma genannt wurde. Dieses zog mit dem Jetstream südostwärts und erreichte Ende Februar die Iberische Westküste und verharrte dann über der Biscaya. Dabei prallten diese feuchten Luftmassen gegen die sibirischen Ostwinde von Hartmut. Dadurch entstand über der Keltischen See eine blizzard-artige Wetterlage, mit heftigen Schneestürmen vom 2. auf den 3. März im Süden Irlands, in Südostengland und Teilen von Wales. Die Sturmböen erreichten 105 km/h bei Leek-Thorncliffe und 90 km/h in Dublin.
Die Fronten des Tiefs griffen bis Italien aus, mit verbreitet 10–20 cm und bis zu 50 cm Neuschnee im Norden Spaniens (Kantabrisches Gebirge, Pyrenäen), den südlichen britischen Inseln und den Westalpen.
Das Hoch Hartmut löste sich im Lauf der ersten Märztage sukzessive langsam auf. Mit dem Vorrücken der atlantischen Luft kam es durch Niederschlag auf die kalten Böden in Zentraleuropa auch zu Eisregen. Mit Ostwind gab es in Nordnorwegen Schneefälle, zeitweise herrschte – wegen schon insgesamt hoher Schneemengen –  höchste Lawinenwarnstufe.
|  | Temperaturanomalie für die Woche vom 18. bis 24. Februar: Vordringen polarer Kaltluft von Nordosten bis Nordwestafrika. |  | 27. Februar 2018, Mitteleuropa weitgehend bewölkungsfrei und aper, über der Ostsee Ostwindzone mit schneeträchtigen Kumuluswolken über der Nordsee, Luftmassengrenze zu atlantischer Luft vor den britischen Inseln; Nord- und Nordosten bewölkungsfrei und mit Frost; im Südosten feuchte Luftmassen; im Südwesten und über dem Mittelmeer der Westwind des südverlagerten Jetstreams. (Satellitenbild, NASA/MODIS-Terra) |
|  | Temperaturanomalie für die Woche vom 25. Februar bis 3. März: Maximalphase der Kältewelle.                              |  | 1. März 2018, Maximum des Hocheinflusses: Deutschland weitgehend bewölkungsfrei. Schnee im Ostseeraum durch Lake Effect. Südwestlich die vom Tiefdruckgebiet Ulrike herangeführte dichte Wolkendecke aus milderen, feuchten Luftmassen. In der Deutschen Bucht Wolkenstraßen durch den abklingenden Ostwind. (Satellitenbild, NASA/MODIS-Aqua)                                                                             |

### Klimatologie
Das Ereignis war ein typischer zweiter Spätwinter, eine früher normale, mit der Klimaerwärmung im 21. Jahrhundert selten gewordene Singularität (regelhaft auftretende Abweichung vom jahreszeitlichen Normalgang).
Massivere Kältewellen so spät im Winter treten aber nur alle paar Jahre auf, im Alpenraum beispielsweise zuletzt 2011 und 2005, und fünfmal in den letzten 40 Jahren. Die Intensität des Ereignisses ist aber auch im langjährigen Mittel herausragend:
In Norwegen wurden lokal tiefere Werte als Anfang März 1971 gemessen (Tryvannshøgda bei Oslo), in Südfrankreich teils die tiefsten Werte seither, in den Alpen vereinzelt die tiefsten Februarwerte seit diesem Jahr.
Die am 1. März in Tredegar in Wales gemessenen −5,2 °C sind die niedrigste je an einem meteorologischen Frühlingstag im Vereinigten Königreich gemessene Tageshöchsttemperatur, der bis dahin geltende Rekordwert (−4,6 °C in Cassley, Sutherland in Schottland) wurde 2001 gemessen. In den Hochgebirgslagen der Schweiz war der Februar der kälteste seit 30 Jahren, und in den Westalpen war er auch schneereich, in Genf beispielsweise lag (mit 19 cm) so viel Schnee, wie für März zuletzt 1959 verzeichnet wurde.
Dabei steht die Februarkälte in besonderem Kontrast zu dem viel zu warmen vorausgegangenen Januar, dieser war beispielsweise in Österreich der drittwärmste der letzten 250 Jahre, nach 2007 und 1796,
in der Schweiz der mildeste seit Messbeginn 1864, mit einer Rekordwärmeanomalie von +6 °C in Genf, bisher wurden maximal +4,5 °C verzeichnet
(der Jänner war auch weltweit der fünftwärmste ab 1880).
Der Früh- und Hochwinter waren von einer NAO-Positiv-Phase von Anfang Dezember bis Ende Februar gekennzeichnet (stabile Azorenhoch-Islandtief-Lagen). Überlagert wurde diese von zahlreichen kurzperiodischen AO-Index-Schwankungen (Jetstream-Oszillationen), die von Herbst bis Januar zu einer Serie abnormer Stürme geführt hatte. Mit Ende Februar glitten aber dann sowohl AO- wie NAO-Index massiv ins Negative.
Ein Tief im Südwesten Europas mit Blizzardcharakter (wie Ulrike/Emma) wurde zuletzt im Januar 1982 verzeichnet.
Die extreme Temperaturumkehr zwischen Polarraum und gemäßigten Breiten tritt ebenfalls nur alle paar Jahre auf, ähnlich zuletzt Winter 2013. Parallel kam es zu einer analogen Situation in Nordamerika, mit abnormer Kälte im Südwesten der USA, Wärme an der Ostküste und in Nordkanada und diversen Starkniederschlägen.

## Folgen
Kältetote wurden gemeldet aus 
Litauen,
Polen,
Deutschland,
dem Vereinigten Königreich,
Frankreich,
Italien,
Slowenien,
Rumänien
und Serbien.
Insgesamt wurde schon Ende Februar von 84 Opfern berichtet.

### Verkehrsbehinderungen

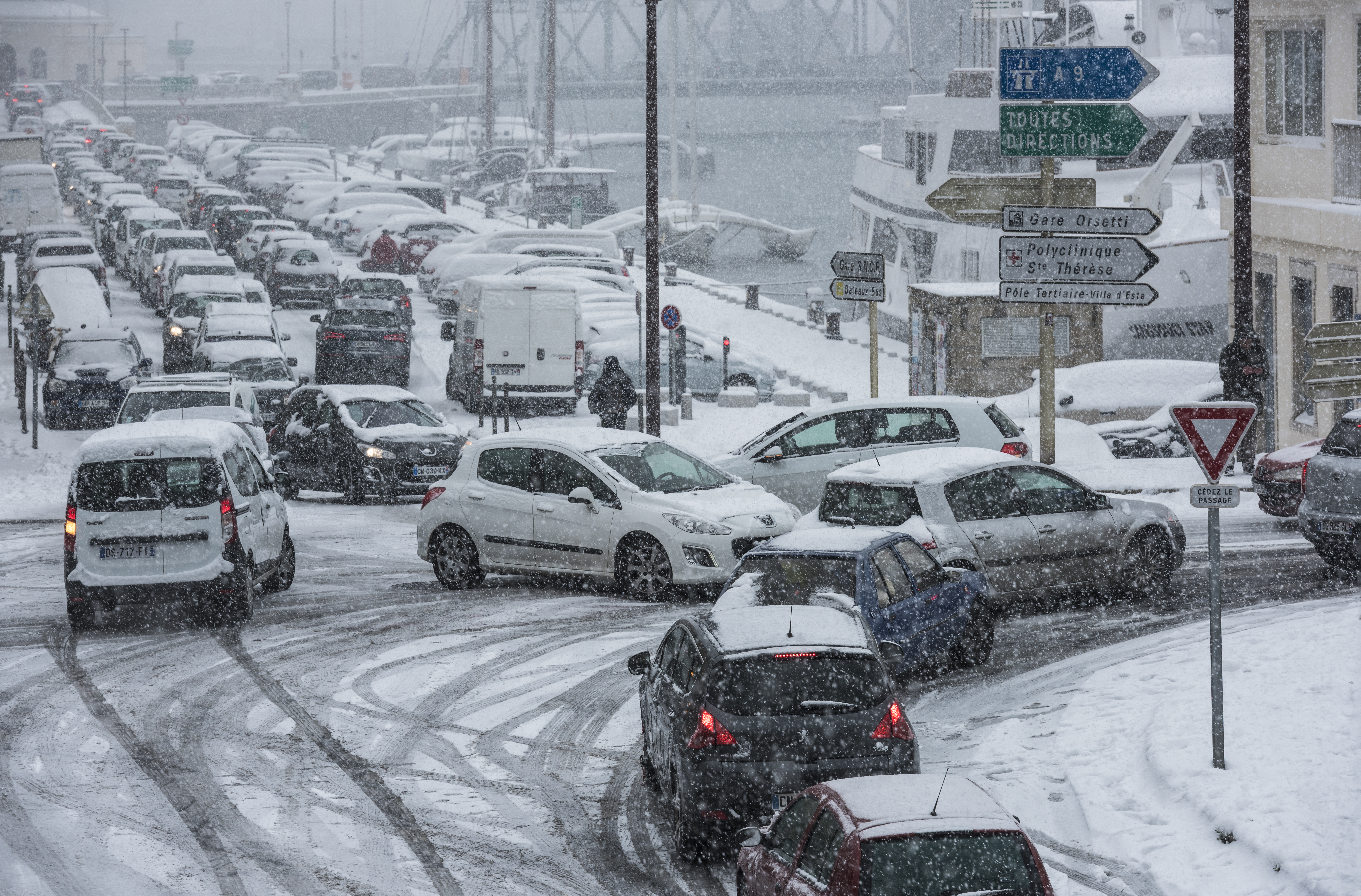
Sète an der Mittelmeerküste Südfrankreichs, A9-Zubringer, 28. Februar.

In Deutschland kam es schon in der Frühphase im Norden mit Schnee verbreitet zu Verkehrsbehinderungen und zahlreichen Unfällen, ebenso in Schweden, in Italien (insbesondere um Rom  und Neapel) und in Rumänien (Sperren von zahlreichen Fernstraßen, dem Flughafen Constanța und etlichen Häfen).
Die Phase der Schneefälle in Westeuropa Anfang März führte zu mehreren Vollsperren, wodurch Fahrzeuginsassen teils über Nacht festsaßen, bis die Strecke von Schnee und Unfallfahrzeugen geräumt war, so auf der südfranzösischen A9 südwestlich von Montpellier, der A31 in Hampshire, der A303 bei Ilminster in Greater Manchester (Sperre mit Wind am Rakewood Viaduct bis rund 145 km/h) oder der M80 in Schottland.
Mindestens 900 Flüge fielen im Vereinigten Königreich, den Niederlanden, Frankreich und der Schweiz wegen des Schneefalls aus; betroffen waren unter anderem die Flughäfen Dublin, Edinburgh, Glasgow, London-Heathrow, -Gatwick, -City, Bristol, Amsterdam, Paris Charles de Gaulle und Genf. Behinderungen gab es auch im britischen Eisenbahnverkehr, vor allem im Fernverkehr nach und von Schottland, wo der Betrieb vollständig eingestellt wurde; mehrere Züge blieben auf freier Strecke stecken, und die Passagiere verbrachten die Nacht im teils ungeheizten Zug.

### Balkanländer
Höchste Alarmstufe herrschte wegen der Schneefälle im Osten Kroatiens, in Teilen von Bosnien und Herzegowina (um Bihać und Cazin) und Südbulgarien (Smoljan und Kardschali).  In Kroatien wurden rund 1.000 Soldaten mobilisiert, um Schnee in den am stärksten betroffenen Gebieten zu räumen.

### Vereinigtes Königreich und Irland
Folgenreich war dieser späte Wintereinbruch im Vereinigten Königreich und in Irland, wo es zu starken Lake-Effect-Schneefällen in Schottland, im Norden und Südosten Englands kam, während das Tief Ulrike – dort Emma genannt – starke Schneefälle in den Süden Irlands, den  Südwesten Englands und nach Wales führte.
Die britische Regierung setzte Armee und Luftwaffe ein, um eingeschlossene Autofahrer zu befreien oder über Nacht zu versorgen und um Ärzte mit geländetauglichen Allradfahrzeugen zu ihren Einsätzen zu bringen.
Die rote Warnung für Schottland/Ostengland und die andere rote Warnung für Südwestengland und Wales waren erst die zweite und dritte rote Windwarnung zu einem Schneesturm seit Einführung des dreistufigen Warnsystems 2011.
Alleine in London waren wegen geplatzter Rohre zehntausende Haushalte tagelang ohne Wasser. An mehreren Stellen der Stadt wurden Versorgungspunkte eingerichtet.

### Ernteschäden
Besonders von landwirtschaftlichen Schäden war Italien betroffen. Es dürfte ein Fünftel der gesamten landwirtschaftlichen Kulturen des Landes betroffen gewesen sein, der schwerste Ernteschaden seit der Kältewelle 2012.